# Richard Kitzbichler
Richard Kitzbichler (* 12. Jänner 1974 in Wörgl, Tirol) ist ein ehemaliger österreichischer Fußballspieler und heutiger -trainer. Von 2019 bis 2022 war er Co-Trainer von Ralph Hasenhüttl beim FC Southampton. Seit September 2023 ist Kitzbichler im Bereich Top-Talenteentwicklung und Leihspielerbetreuung beim FC Bayern München tätig.

## Karriere
Richard Kitzbichler wurde am 12. Jänner 1974 in Wörgl geboren und begann seine Vereinskarriere im Alter von sechs Jahren beim Tiroler Amateurverein SV Niederndorf. Im Alter von 14 Jahren wechselte er in das Bundesnachwuchszentrum Innsbruck und durchlief dort die gesamte Nachwuchsabteilung.
Unter Trainer Branko Elsner erhielt er 1992 seinen ersten Vertrag als Jungprofi beim FC Wacker Innsbruck und feierte im Frühjahr 1993 im Spiel gegen den Wiener Sport-Club sein Debüt in der österreichischen Bundesliga. Für die Saison 1994/95 wurde er aufgrund mangelnder Leistung an den Regionalligisten SC Kundl verliehen, schaffte aber über den Umweg Regionalliga wieder den Sprung in den Profifußball und feierte im Frühjahr 1996 im Auswärtsspiel gegen Ungarn in Budapest sogar sein Debüt in der österreichischen Fußballnationalmannschaft.
Nach zwei Saisonen beim FC Tirol Innsbruck wechselte er im Sommer 1997 zum damaligen Meister SV Austria Salzburg. Im Jahr 2002 wagte der talentierte, nur 1,72 m große Mittelfeldspieler erstmals den Sprung ins Ausland, vermochte sich bei seinem neuen Verein, dem Hamburger SV jedoch nicht durchzusetzen. Im selben Jahr bestritt Kitzbichler bei der 2:3-Niederlage in Basel gegen die Schweiz das letzte seiner 17 Länderspiele. Nach nur einem Jahr in der deutschen Bundesliga zog es den Tiroler zurück nach Österreich. Bei der Wiener Austria wurde er vorerst als Kaderspieler verpflichtet, konnte sich aber immer öfter in der Startaufstellung wiederfinden. Nach einigen guten Spielen für die Wiener nahm er ein Angebot des australischen Fußballvereins Melbourne Victory an und spielte 2005 ein halbes Jahr lang sehr erfolgreich in der dortigen A-League.
Bei Melbourne trug Kitzbichler die Rückennummer 17 und kam vorwiegend im rechten offensiven Mittelfeld zum Einsatz. In Australien wurde der ehemalige österreichische Teamspieler als Star seiner Mannschaft und als einer der Starspieler der gesamten A-League gewertet.
In der Winterpause 2005/06 kehrte Kitzbichler nach Österreich zurück und nahm ein Angebot des Spitzenvereins Red Bull Salzburg an, wo er in der Saison 2006/07 als Führungsspieler gemeinsam mit seinem nunmehrigen Trainer Adi Hütter die Amateurmannschaft der Salzburger aus der Regionalliga West in die Erste Liga führte. Am 20. Mai 2009 gab Kitzbichler das Ende seiner aktiven Karriere als Fußballer bekannt.
Ab der Saison 2009/10 war Richard Kitzbichler beim FC Red Bull Salzburg als Videoanalyst tätig. Seine Videoausbildung absolvierte er bei Franz Wanner (TSV Klappling) und nahm in diesem Rahmen mit seinem Fußballfilm Ideas am internationalen One Minute Film & Video Festival in der Schweiz teil. Mit Beginn der Saison 2015/16 wurde er zum Co-Trainer von Peter Zeidler in der ersten Mannschaft. Unter dessen Nachfolger Óscar García arbeitete er von Januar 2016 bis Juni 2017 wieder als Videoanalyst. Anschließend holte ihn Roger Schmidt als Co-Trainer zu Beijing Guoan. Im Sommer 2019 verpflichtete der FC Southampton Kitzbichler als einen von Hasenhüttls Co-Trainern.